# King George V Park
King George V Park – stadion piłkarski w St. John’s, w prowincji Nowa Fundlandia i Labrador, w Kanadzie. Został otwarty w 1925 roku. Może pomieścić 10 000 widzów. Na obiekcie odbywały się spotkania piłkarskiej reprezentacji Kanady. Najbardziej zapamiętanym spotkaniem kadry narodowej Kanady rozegranym na tym stadionie jest mecz z 14 września 1985 roku, w którym Kanada pokonała Honduras 2:1, zapewniając sobie triumf w Mistrzostwach CONCACAF i jednocześnie pierwszy w historii awans do Mistrzostw Świata. Stadion był także jedną z aren Mistrzostw Świata U-16 1987.